# Trảng Bàng (phường)
Trảng Bàng là phường của tỉnh Tây Ninh, Việt Nam.

## Địa lý
Phường Trảng Bàng nằm cách trung tâm Thành phố Hồ Chí Minh khoảng 33  km về phía tây bắc, cách phường Tân Ninh khoảng 50 km về phía đông nam và cách cửa khẩu Mộc Bài khoảng 23 km về phía đông, có vị trí địa lý:
- Phía đông giáp phường An Tịnh
- Phía tây giáp xã Phước Chỉ
- Phía bắc giáp phường Gò Dầu và phường Gia Lộc
- Phía nam giáp xã An Ninh

Phường Trảng Bàng có diện tích 36,97 km², dân số năm 2025 là 53.532 người.

## Hành chính
Phường Trảng Bàng được chia thành 15 khu phố: Lộc An, Lộc Thành, Lộc Du, Gia Huỳnh 1, Gia Huỳnh 2, An Hội, An Lợi, An Phú, An Quới, Hòa Bình, Hòa Hưng, Hòa Hội, Hòa Lợi, Hòa Phú và An Thới .

## Lịch sử
Phường Trảng Bàng trước đây vốn là thị trấn Trảng Bàng, thị trấn huyện lỵ huyện Trảng Bàng và một phần xã Gia Lộc cùng huyện.
Năm 2019, thị trấn Trảng Bàng có diện tích 3,64 km², dân số là 14.787 người, mật độ dân số đạt 4.062 người/km², được chia thành 4 khu phố: Lộc An, Lộc Du, Lộc Thành, Gia Huỳnh.
Ngày 10 tháng 1 năm 2020, Ủy ban Thường vụ Quốc hội ban hành Nghị quyết số 865/NQ-UBTVQH14 (nghị quyết có hiệu lực từ ngày 1 tháng 2 năm 2020). Theo đó, thành lập phường Trảng Bàng thuộc thị xã Trảng Bàng trên cơ sở toàn bộ diện tích và dân số của thị trấn Trảng Bàng, toàn bộ 3,00 km² diện tích tự nhiên và 2.964 người thuộc ấp Gia Huỳnh của xã Gia Lộc.
Sau khi thành lập, phường Trảng Bàng có diện tích 6,64 km², dân số là 17.751 người.
Trong đợt cải cách hành chính Việt Nam năm 2025, theo Nghị quyết số 1682/NQ–UBTVQH15, toàn bộ diện tích và quy mô dân số của phường An Hòa được sáp nhập vào phường Trảng Bàng thuộc tỉnh Tây Ninh.

## Kinh tế - xã hội

### Kinh tế
Phường Trảng Bàng có nhiều khu công nghiệp trọng điểm của tỉnh bao quanh như: Khu công nghiệp Trảng Bàng (1.650 ha), Khu công nghiệp và Chế xuất Linh Trung 3, Khu công nghiệp và đô thị Phước Đông - Bời Lời (3.000 ha), Khu công nghiệp Thành Thành Công; Và nhiều cụm công nghiệp khác như Khu công nghiệp Gia Bình (200 ha), Khu công nghiệp Bàu Rông (200 ha), Khu công nghiệp Bàu Hai Năm (200 ha).
Các tuyến đường quan trọng đi qua: Quốc lộ 22 (nối Thành phố Hồ Chí Minh và Campuchia) và Đường tỉnh 782 (nối Trảng Bàng với Dương Minh Châu và Tân Ninh).
Hoạt động kinh tế chủ yếu là dịch vụ, thương mại và tiểu thủ công nghiệp. Một số ít người dân làm nông nghiệp.
Hai chợ trung tâm của thị xã là Chợ Mới Trảng Bàng và Chợ Cũ đều nằm trên địa bàn phường.

### Xã hội

#### Giáo dục
- Trường Tiểu học Đặng Văn Trước
- Trường Tiểu học Thị trấn (nay là trường Tiểu học Trảng Bàng)
- Trường Tiểu học An Hòa
- Trường THCS Thị Trấn (nay là trường THCS Trảng Bàng)
- Trường THCS An Hòa
- Trung Tâm GDNN - GDTX Trảng Bàng
- Trường THPT Nguyễn Trãi
- Trường THPT Trảng Bàng
- Trường Mẫu giáo Trảng Bàng

#### Y tế
Phường Trảng Bàng là nơi có hoạt động y tế cổ truyền sớm nhất ở Tây Ninh. Nhà thuốc dân tộc nổi tiếng khắp Miền Nam trước giải phóng là nhà thuốc của lương y Nguyễn Văn Kềm (Thầy Kiềm). Bằng y dược liệu dân tộc và y học Việt Nam lương y đã sáng chế nhiều bài thuốc độc đáo và cách điều trị hiệu quả. Đặc biệt là thuốc cho trẻ em và người già.
Nhà thuốc y học cổ truyền của Lương y Trần Ngọc Côn (Thầy Côn)
Nhà thuốc y học cổ truyền Thầy Hoa.

## Văn hóa
- Di tích Chùa Phước Thành
- Đình Gia Lộc (Trường Đình ngày xưa)
- Miếu Ông cả Trước (Ông Đặng Văn Trước - Người có công lao to lớn lập làng An Tịnh xưa)
- Trường Minh Đức xưa
- Giếng Mạch
- Nhà thờ Trảng Bàng
- Tha La xóm đạo: Đây là vùng đồng bào Công giáo chiếm tỉ lệ dân số lớn, thuộc khu phố An Hội. Vùng Tha La xóm đạo có nhà thờ Công giáo nổi tiếng, có những nghề truyền thống mỹ nghệ từ tre, tầm vong, nghề thủ công rèn, tiểu thù công nghiệp xay xát. Cùng với Đình An Hòa, nhà thờ Tha La là kiến trúc cổ, tiêu biểu của Trảng Bàng
- Đình An Hoà
- Cầu Quan

## Giao thông
- Đường Gia Long
- Đường Đặng Văn Trước
- Đường Lãnh Binh Tòng
- Đường Quang Trung
- Đường 22/12
- Đường 30/4
- Đường 29/4
- Đường Ba Hộ
- Đường Nguyễn Văn Rốp
- Đường Huỳnh Thị Hương
- Đường Duy Tân
- Đường Trưng Trắc (một phần Hương lộ 10/ Quốc lộ N2)
- Đường Trưng Nhị
- Đường Lê Hồng Phong
- Đường Nguyễn Trọng Cát
- Đường Hoàng Diệu
- Đường Bạch Đằng
- Đường Nguyễn Du
- Đường Bời Lời.
- Đường Võ Tánh
- Đường Lê Lợi
- Đường Lộc An
- Đường Lộc Thành
- Đường Tha La
- Đường Bình Thủy